# Diecéze Egabro
Diecéze Egabro je titulární diecéze římskokatolické církve.

## Historie
Egabro identifikovatelné s městem Cabra v dnešním Španělsku, bylo starobylé biskupské sídlo v Andalusii a sufragánna arcidiecéze Sevilla.
Prvním známým biskupem je Sinagius, který se roku 306 zúčastnil koncilu v Elviře.
Na začátku 10. století diecéze zanikla a roku 1236 bylo její území přiřazeno k diecézi Córdoba.
Dnes je využívána jako titulární biskupské sídlo; současným titulárním biskupem je Reginald Michael Cawcutt, emeritní pomocný biskup arcidiecéze Cape Town.

## Seznam biskupů
- Sinagius (zmíněn roku 306)
- Ioannes (zmíněn roku 589)
- Anonymní (zmíněn roku 619)
- Deodatus (7. století)
- Bacauda  (7. století)
- Gratinus (zmíněn roku 688)
- Riculfus  (zmíněn roku 862)

## Seznam titulárních biskupů
- Hubert Luthe (1969–1991)
- Reginald Michael Cawcutt (od 1992)